# Vasik Rajlich
Vasik Rajlich (Cleveland, 19 marzo 1971) è uno scacchista ceco e statunitense, Maestro Internazionale di scacchi e sviluppatore del motore scacchistico Rybka.

## Biografia
Rajlich ha doppia cittadinanza, ceca e statunitense, statunitense per nascita, figlio di genitori cechi all'epoca dottorandi, ma cresciuti a Praga. Ha vissuto negli Stati Uniti quando era studente laureandosi al MIT.
Attualmente vive a Varsavia, in Polonia, con la moglie Iweta, anche lei Maestro Internazionale di scacchi.
Col suo team, del quale fa parte anche la moglie Iweta, Rajlich sviluppa Rybka, un motore scacchistico che diventa leader delle principali liste di rating dei motori scacchistici tra il 2007 e il 2010. Con Rybka e il suo team partecipa anche ai tornei di Scacchi avanzati in stile libero (freestyle chess) per centauri e vince 2 edizioni degli importanti PAL/CSS-Freestyle Tournament, patrocinati dal PAL Group di Abu Dhabi.

## La revoca dei titoli WCCC e la squalifica
Il 28 giugno 2011 la International Computer Games Association (ICGA) ha terminato la sua indagine sulla controversia Fruit-Rybka, concludendo che Vasik Rajlich nello sviluppo di Rybka ha plagiato il codice di altri due motori, Crafty e Fruit.  Vasik Rajlich ha così violato una regola fondamentale della ICGA, la quale stabilisce che i motori partecipanti alle competizioni devono interamente essere opera del team di sviluppatori. L'ICGA ha considerato le violazioni di Rajlich le più offensive verso la federazione e verso i colleghi, prevedendo come pena la revoca dei titoli WCCC vinti da Rybka nel 2006, 2007, 2008, 2009 e 2010. Vasik Rajlich è stato squalificato a vita dalle competizioni organizzate dalla ICGA. Inoltre la federazione ha richiesto la restituzione delle quattro repliche dello Shannon Trophy conseguite al WCCC nel 2007, 2008, 2009 e 2010 e la restituzione di tutti i premi in denaro vinti. Vasik Rajlich ha scelto di non difendersi dalle accuse e di non discutere la questione pubblicamente o rispondere ai tentativi di mettersi in contatto con lui. L'unica risposta di Rajlich alle accuse è stata una email, nella quale ha affermato:
(email spedita da Rajlich a David Levy, presidente della ICGA, il 13 maggio 2011)
Rajlich ha commentato le accuse in una intervista, datata 4 luglio 2011, condotta da Nelson Hernandez e pubblicata su YouTube, affermando che Rybka non conteneva codice copiato da Crafty e Fruit, in quanto Rybka impiega una rappresentazione della scacchiera ed una struttura delle funzioni di ricerca differenti. Rajlich ha affermato di avere preso ispirazione da Fruit su alcune soluzioni, ma ad un livello più astratto del codice sorgente, e che Rybka contiene codice sorgente di pubblico dominio proveniente da altri software, come il codice per le tablebase Nalimov attinto da Crafty, pratica che a detta del programmatore statunitense è legale e accettata.